# 史密斯威森

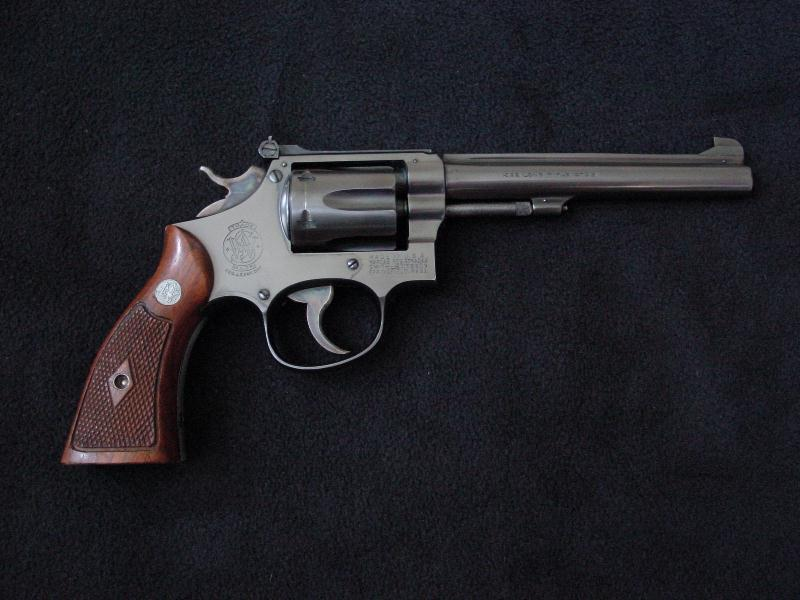
史密斯威森K-22型.22左輪

史密斯威森（英語：Smith & Wesson Brands, Inc.）是美国最大的手枪军械制造商，由美国人贺拉斯·史密斯（Horace Smith）与丹尼尔·威森（Daniel B. Wesson）于1852年建立。总部位於麻薩諸塞州斯普林菲尔德。史密斯威森公司以制造左轮手枪闻名于世。
史密斯威森至创始至今一直是手枪界的领先公司，曾在第二次世界大战中就生产了110万支手枪以供應盟军需求。除了手槍外，該公司也擁有一些如步槍、輕機槍或霰彈槍之類的其他槍枝產品，或以商標授權的方式推出包括刀械、手銬、手電筒在內的諸多周邊產品。